# Valcebollère
Valcebollère (prononcé [valsəbɔjɛʁ]  ; en catalan Vallcebollera) est une commune française située dans le sud-ouest du département des Pyrénées-Orientales, en région Occitanie. Sur le plan historique et culturel, la commune est dans la Cerdagne, une haute plaine à une altitude moyenne de 1 200 m d'altitude, qui s'étend d'est en ouest sur une quarantaine de kilomètres entre Mont-Louis et Bourg-Madame.
Exposée à un climat de montagne, elle est drainée par le Riu Llavanera et par divers autres petits cours d'eau. Incluse dans le parc naturel régional des Pyrénées catalanes, la commune possède un patrimoine naturel remarquable : deux sites Natura 2000 (le « massif du Puigmal » et « Puigmal-Carança ») et trois zones naturelles d'intérêt écologique, faunistique et floristique.
Valcebollère est une commune rurale qui compte 35 habitants en 2022, après avoir connu un pic de population de 360 habitants en 1851.  Ses habitants sont appelés les Valcebollerenchs ou  Valcebollèrennes.

## Géographie

### Localisation
La commune de Valcebollère se trouve dans le département des Pyrénées-Orientales, en région Occitanie et est frontalière avec l'Espagne (Catalogne).
Elle se situe à 78 km à vol d'oiseau de Perpignan, préfecture du département, et à 41 km de Prades, sous-préfecture.
Les communes les plus proches sont : 
Nahuja (5,3 km), Osséja (5,5 km), Err (5,9 km), Sainte-Léocadie (6,1 km), Palau-de-Cerdagne (6,5 km), Llo (7,9 km), Saillagouse (8,1 km), Bourg-Madame (9,1 km).
Sur le plan historique et culturel, Valcebollère fait partie de la région de la Cerdagne, une haute plaine à une altitude moyenne de 1 200 m d'altitude, qui s'étend d'est en ouest sur une quarantaine de kilomètres entre Mont-Louis et Bourg-Madame.
|                               | Err             |                                        |
| Osséja                        | Valcebollère    |                                        |
| Palau-de-Cerdagne (sur 100 m) | Toses (Espagne) | Queralbs (Espagne), Planoles (Espagne) |

Le point de jonction avec la commune de Palau-de-Cerdagne et Toses est marqué par la borne frontière 504.

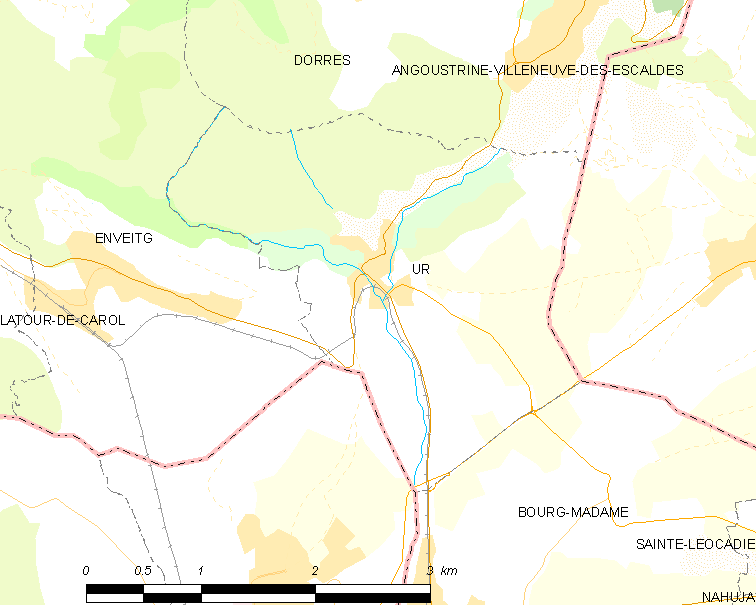
Situation de la commune.

### Géologie et relief
La commune est classée en zone de sismicité 4, correspondant à une sismicité moyenne.

### Hydrographie
La Vanéra (ou Riu Llavanera), affluent du Sègre, traverse la commune et arrose le bourg.

### Climat
Pour des articles plus généraux, voir Climat de l'Occitanie et Climat des Pyrénées-Orientales.
En 2010, le climat de la commune est de type climat de montagne, selon une étude du CNRS s'appuyant sur une série de données couvrant la période 1971-2000. En 2020, Météo-France publie une typologie des climats de la France métropolitaine dans laquelle la commune est exposée à un climat de montagne ou de marges de montagne et est dans la région climatique Pyrénées orientales, caractérisée par une faible pluviométrie, un très bon ensoleillement (2 600 h/an), un air sec, particulièrement en hiver et peu de brouillards.
Pour la période 1971-2000, la température annuelle moyenne est de 7,2 °C, avec une amplitude thermique annuelle de 15,2 °C. Le cumul annuel moyen de précipitations est de 827 mm, avec 6,4 jours de précipitations en janvier et 6,7 jours en juillet. Pour la période 1991-2020, la température moyenne annuelle observée sur la station météorologique la plus proche, située sur la commune de Formiguères à 26 km à vol d'oiseau, est de 7,6 °C et le cumul annuel moyen de précipitations est de 737,3 mm,. Pour l'avenir, les paramètres climatiques de la commune estimés pour 2050 selon différents scénarios d’émission de gaz à effet de serre sont consultables sur un site dédié publié par Météo-France en novembre 2022.

### Milieux naturels et biodiversité

#### Espaces protégés
La protection réglementaire est le mode d’intervention le plus fort pour préserver des espaces naturels remarquables et leur biodiversité associée,.
Un  espace protégé est présent sur la commune : 
le parc naturel régional des Pyrénées catalanes, créé en 2004 et d'une superficie de 139 062 ha, qui s'étend sur 66 communes du département. Ce territoire s'étage des fonds maraîchers et fruitiers des vallées de basse altitude aux plus hauts sommets des Pyrénées-Orientales en passant par les grands massifs de garrigue et de forêt méditerranéenne,.

#### Réseau Natura 2000

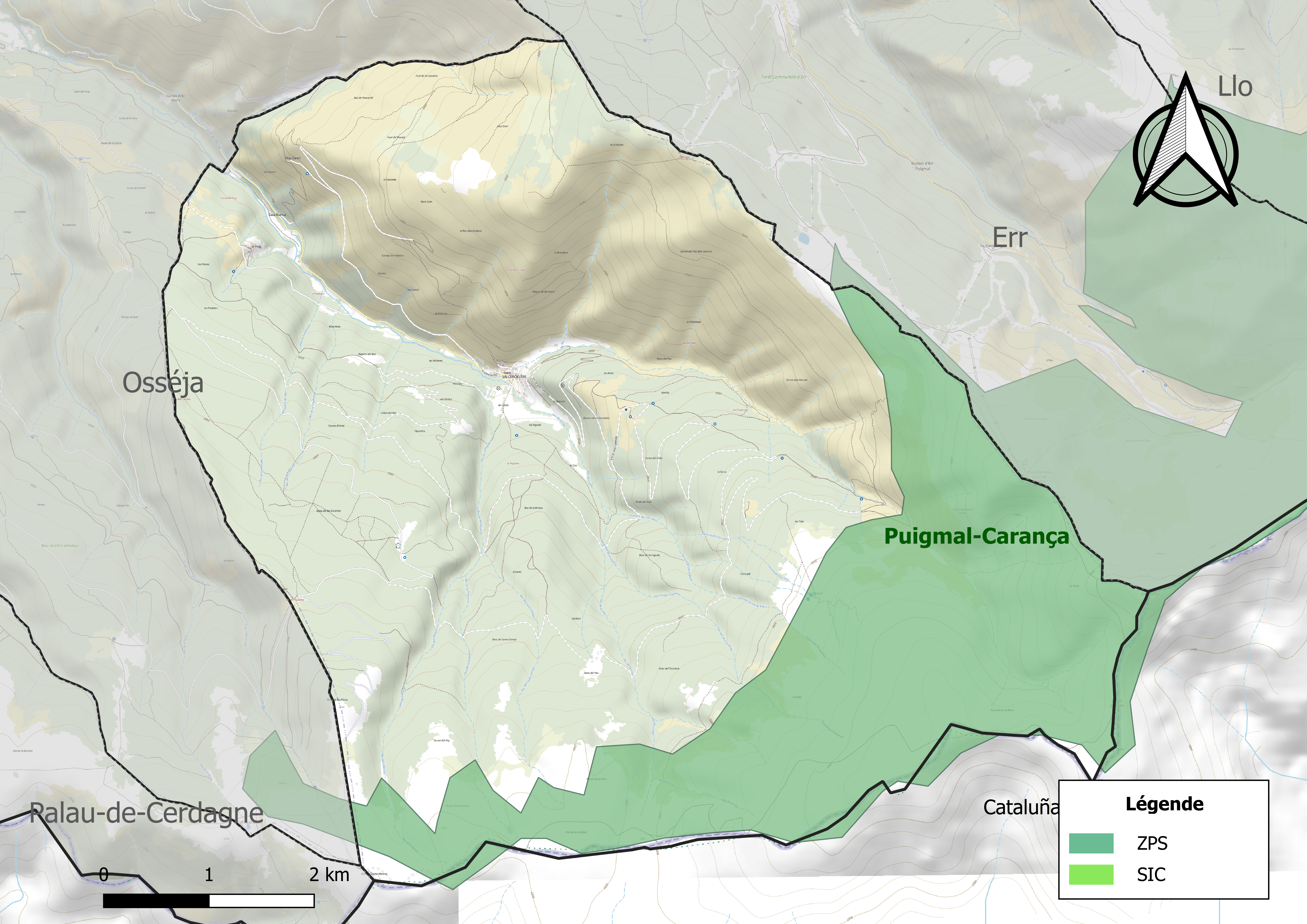
Site Natura 2000 sur le territoire communal.

Le réseau Natura 2000 est un réseau écologique européen de sites naturels d'intérêt écologique élaboré à partir des directives habitats et oiseaux, constitué de zones spéciales de conservation (ZSC) et de zones de protection spéciale (ZPS).
Un site Natura 2000 a été défini sur la commune au titre de la directive habitats.
- le « massif du Puigmal », d'une superficie de 8 784 ha, présence une richesse patrimoniale avec onze habitats naturels et deux espèces végétales au niveau régional. Ainsi la station de Botryche simple est très importante compte tenu du faible nombre de stations en France[20] et  au titre de la directive oiseaux[19]
- « puigmal-Carança », d'une superficie de 10 260 ha, un site qui a une responsabilité forte ou très forte pour cinq espèces d'oiseaux au niveau régional, dont le gypaète barbu[21].

#### Zones naturelles d'intérêt écologique, faunistique et floristique
L’inventaire des zones naturelles d'intérêt écologique, faunistique et floristique (ZNIEFF) a pour objectif de réaliser une couverture des zones les plus intéressantes sur le plan écologique, essentiellement dans la perspective d’améliorer la connaissance du patrimoine naturel national et de fournir aux différents décideurs un outil d’aide à la prise en compte de l’environnement dans l’aménagement du territoire.
Deux ZNIEFF de type 1 sont recensées sur la commune :
la « Haute vallée de Valcebolère » (1 435 ha), couvrant 2 communes du département et 
les « Replat de la Serra à Osséja » (182 ha), couvrant 2 communes du département
et une ZNIEFF de type 2, : 
les « chaine du Puigmal et vallées Adjacentes » (28 390 ha), couvrant 15 communes du département.

Carte des ZNIEFF de type 1 et 2 à Valcebollère.
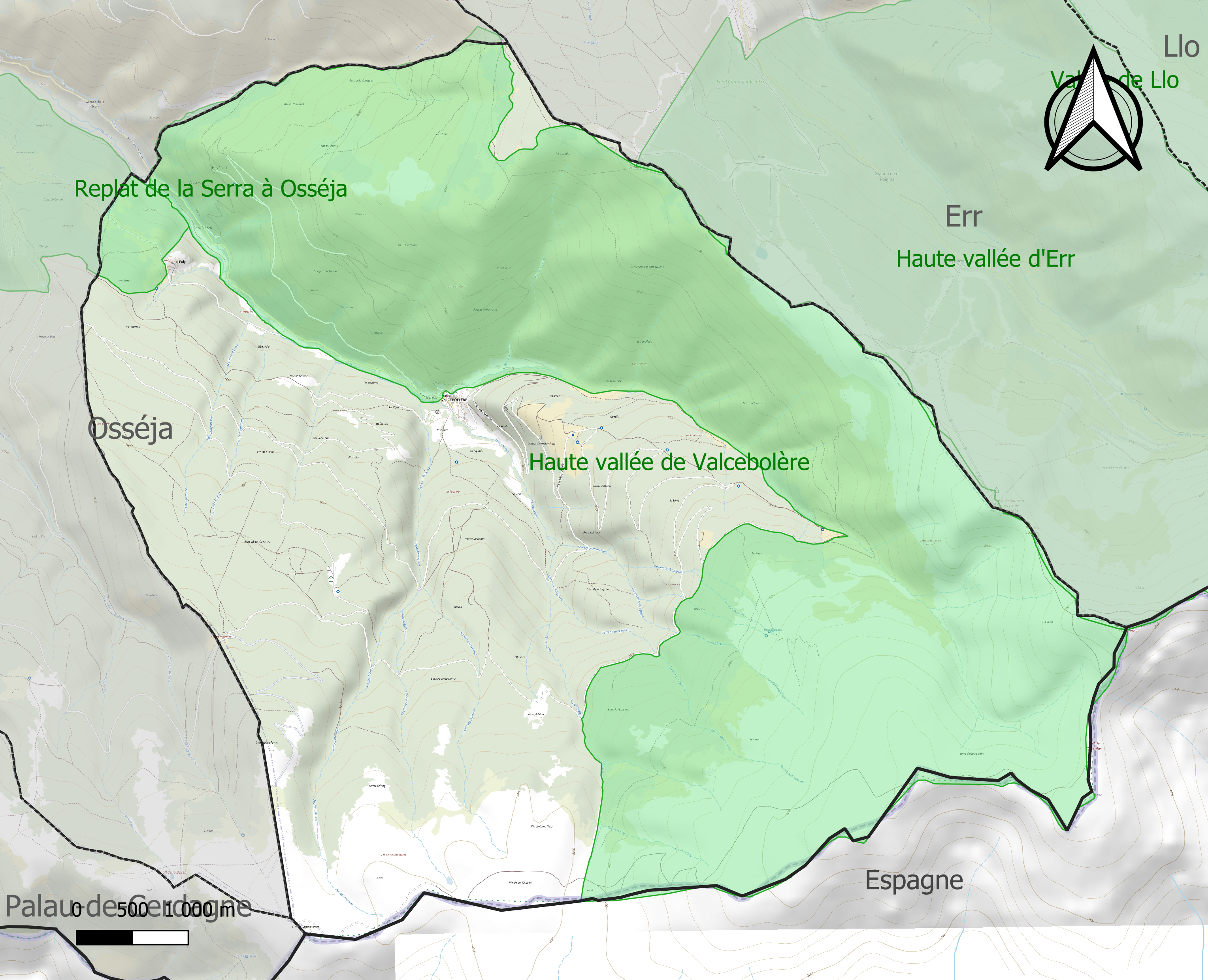
Carte des ZNIEFF de type 1 sur la commune.
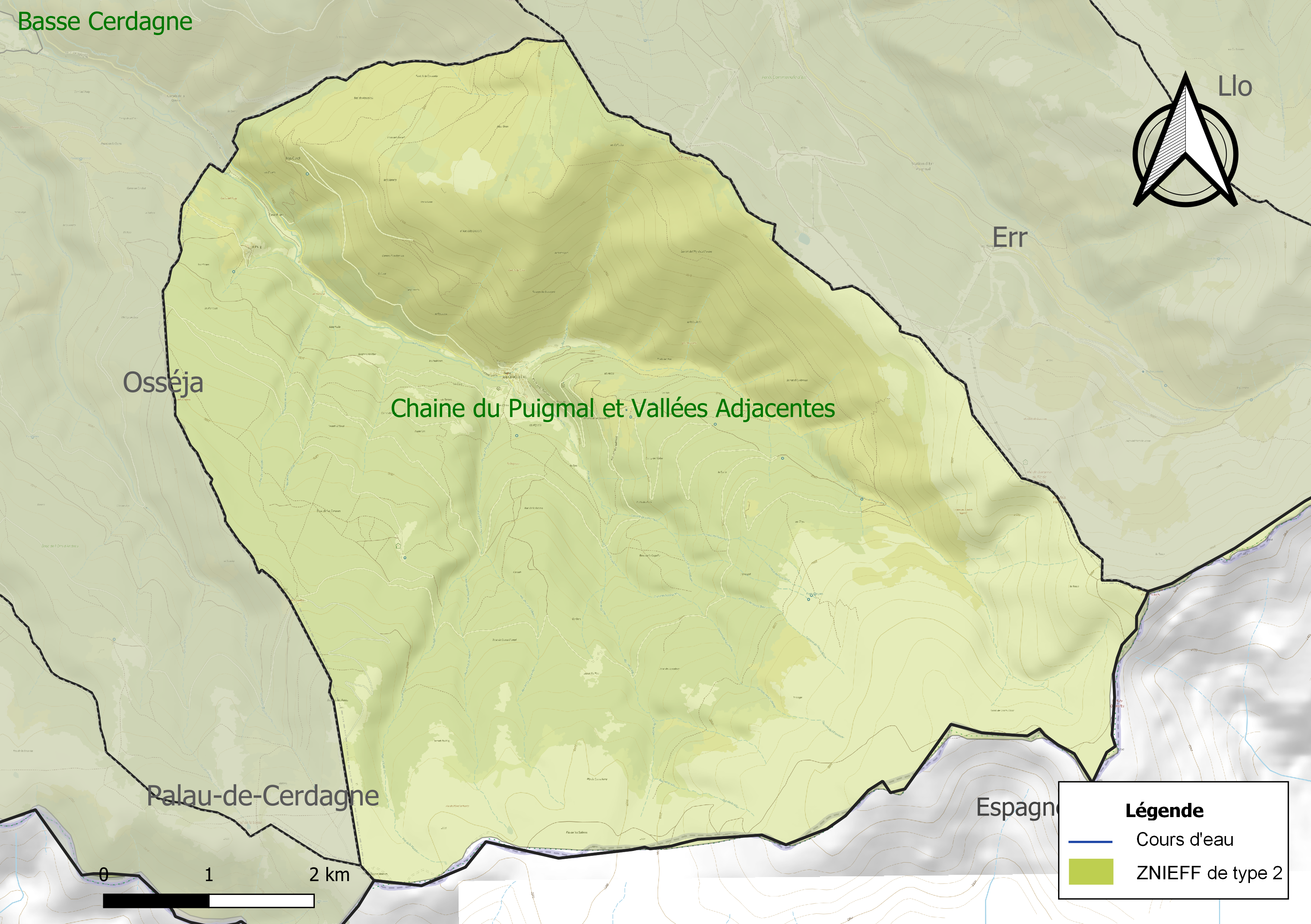
Carte de la ZNIEFF de type 2 sur la commune.

## Urbanisme

### Typologie
Au 1er janvier 2024, Valcebollère est catégorisée commune rurale à habitat très dispersé, selon la nouvelle grille communale de densité à sept niveaux définie par l'Insee en 2022.
Elle est située hors unité urbaine et hors attraction des villes,.

### Occupation des sols
L'occupation des sols de la commune, telle qu'elle ressort de la base de données européenne d’occupation biophysique des sols Corine Land Cover (CLC), est marquée par l'importance des forêts et milieux semi-naturels (97,5 % en 2018), en augmentation par rapport à 1990 (94,4 %). La répartition détaillée en 2018 est la suivante : 
forêts (42,9 %), milieux à végétation arbustive et/ou herbacée (30,1 %), espaces ouverts, sans ou avec peu de végétation (24,4 %), prairies (1,3 %), zones agricoles hétérogènes (1,2 %). L'évolution de l’occupation des sols de la commune et de ses infrastructures peut être observée sur les différentes représentations cartographiques du territoire : la carte de Cassini (XVIIIe siècle), la carte d'état-major (1820-1866) et les cartes ou photos aériennes de l'IGN pour la période actuelle (1950 à aujourd'hui).

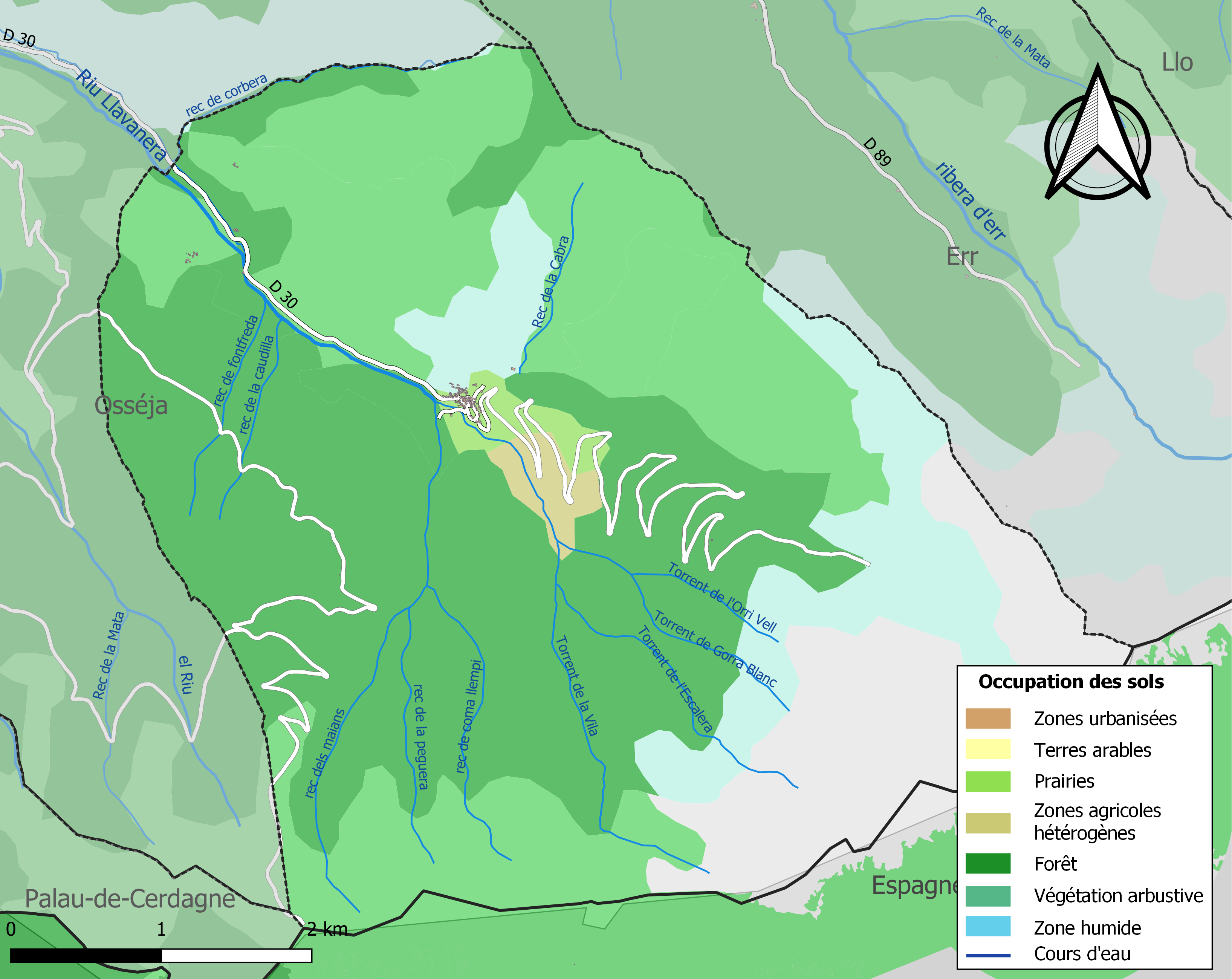
Carte des infrastructures et de l'occupation des sols de la commune en 2018 (CLC).

### Voies de communication et transports
Une seule route relativement étroite, la D.30, permet d'atteindre la commune et le bourg distant de 6 km depuis Osséja par les gorges de la Vanéra.

### Risques majeurs
Le territoire de la commune de Valcebollère est vulnérable à différents aléas naturels : inondations, climatiques (grand froid ou canicule), feux de forêts, mouvements de terrains, avalanche  et séisme (sismicité moyenne),.
Certaines parties du territoire communal sont susceptibles d’être affectées par le risque d’inondation par crue torrentielle de cours d'eau du bassin du Sègre.
Les mouvements de terrains susceptibles de se produire sur la commune sont soit des mouvements liés au retrait-gonflement des argiles, soit des glissements de terrains, soit des chutes de blocs. Une cartographie nationale de l'aléa retrait-gonflement des argiles permet de connaître les sols argileux ou marneux susceptibles vis-à-vis de ce phénomène.

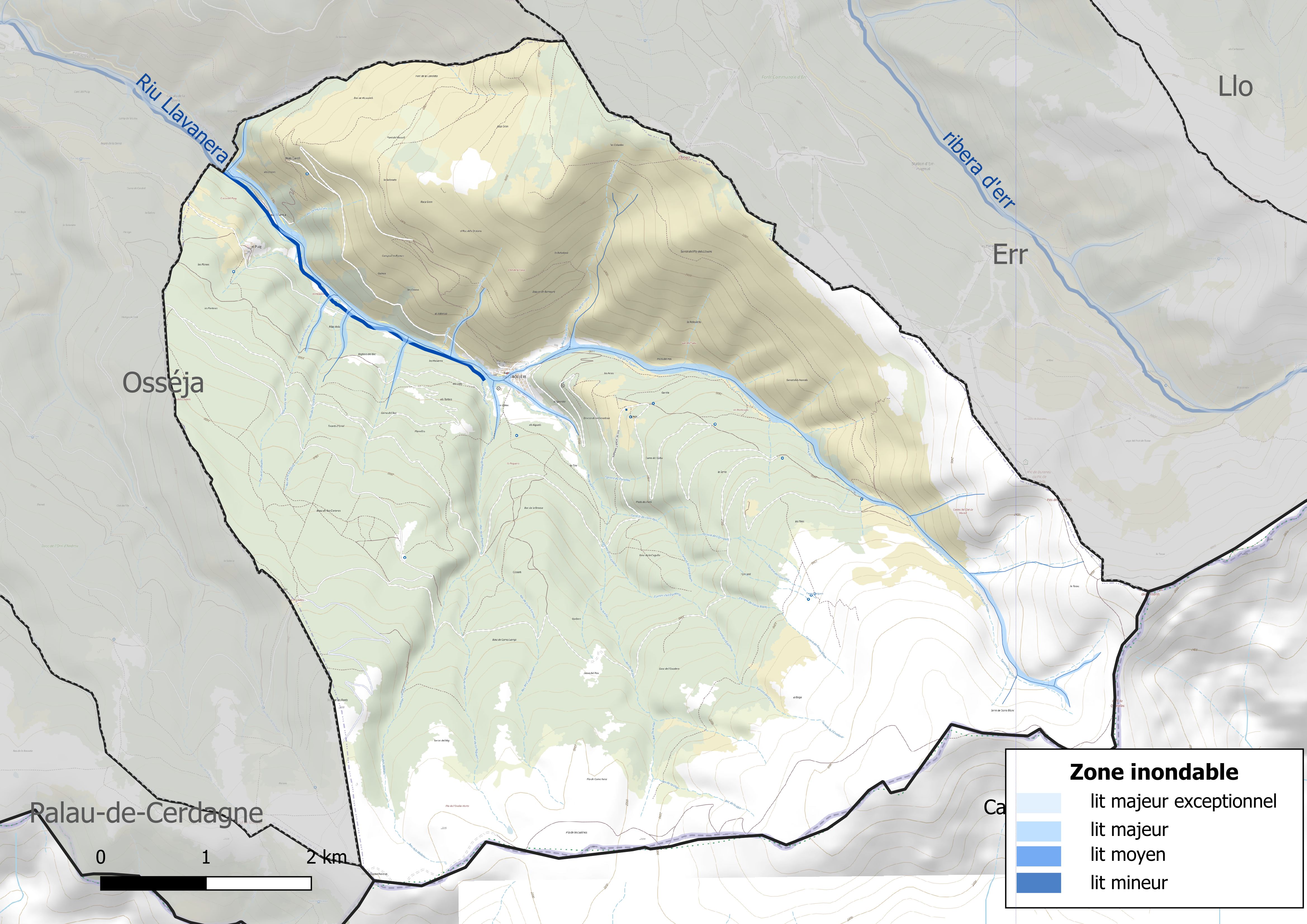
Carte des zones inondables.
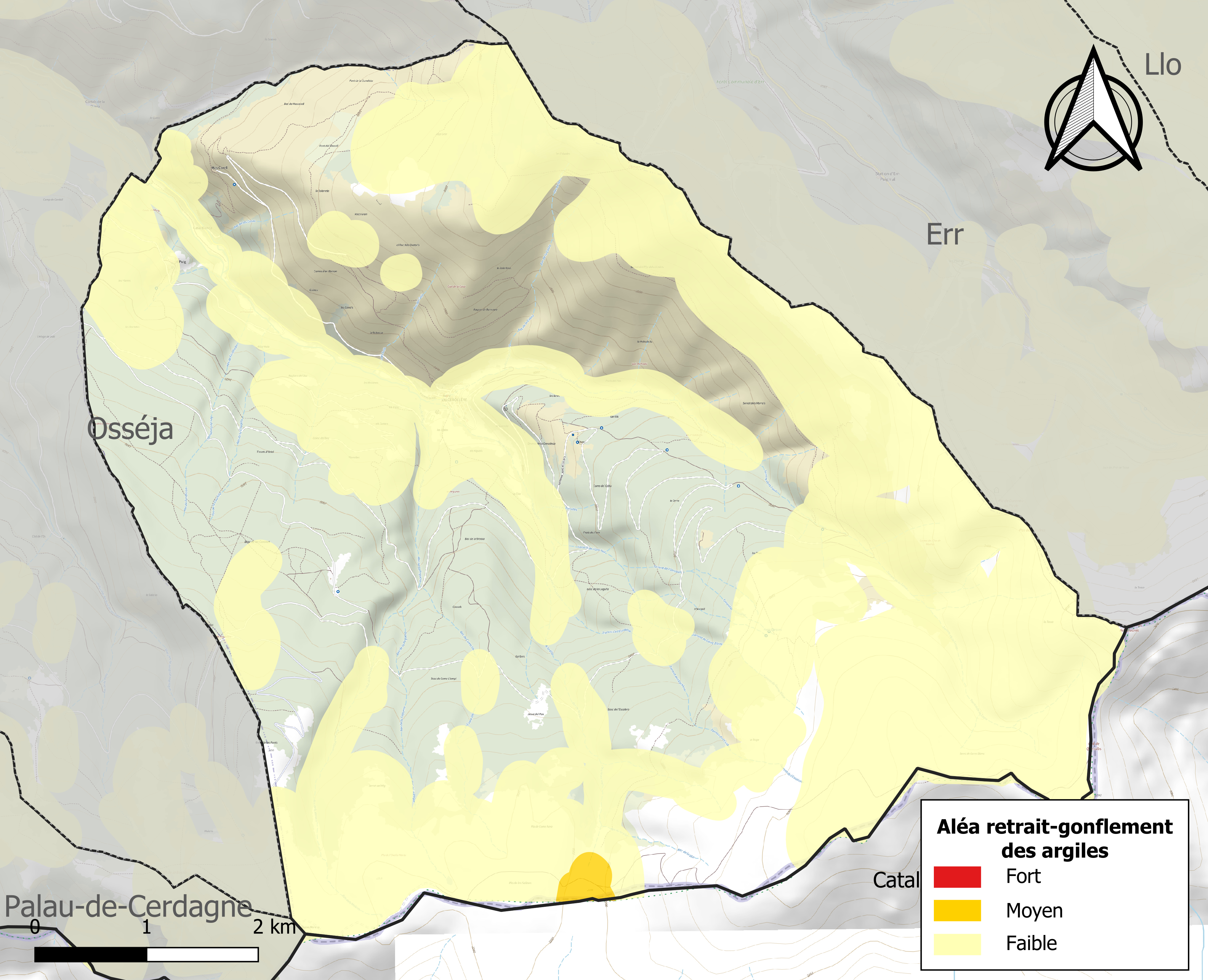
Carte des zones d'aléa retrait-gonflement des argiles.

## Toponymie
En catalan, le nom de la commune est Vallcebollera.

## Histoire
Sous l'ancien régime, Valcebollère dépend de la paroisse d'Osséja. Valcebollère est érigée en commune en 1832 à partir de territoires distraits de ceux de la commune d'Osséja. Elle est réunie ensuite avec cette même commune par l'arrêté préfectoral du 24 avril 1972. Enfin, elle reprend son indépendance en 1984 en étant de nouveau détachée d'Osséja.

## Politique et administration

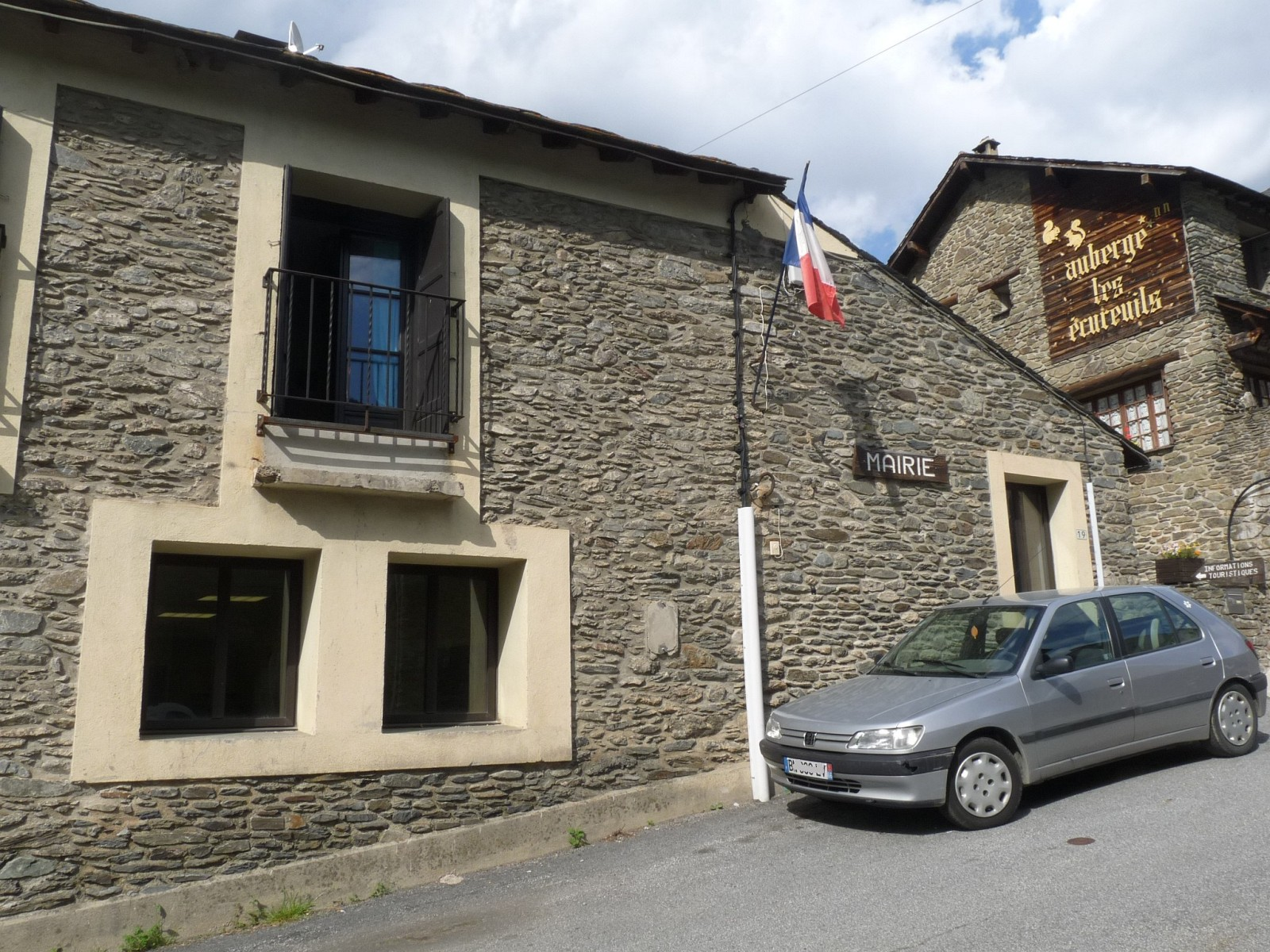
La mairie

À compter des élections départementales de 2015, la commune est incluse dans le nouveau canton des Pyrénées catalanes.

### Liste des maires
| Période       | Période       | Identité               | Étiquette | Qualité                        |
| ------------- | ------------- | ---------------------- | --------- | ------------------------------ |
|               |               |                        |           |                                |
| octobre 1919  | décembre 1923 | Félix Fort             |           |                                |
| décembre 1923 | février 1945  | François Iglesis       |           |                                |
| février 1945  | décembre 1958 | Joseph Fort            |           |                                |
| décembre 1958 | juin 1982     | Antoine Ribelaygue     |           | Maire délégué à partir de 1972 |
| juin 1982     | mars 2001     | André Fort             |           | Maire délégué jusqu'en 1984    |
| mars 2001     | En cours      | Jean-Claude Ribelaygue |           | Réélu en 2008, 2014 et 2020    |

## Population et société

### Démographie ancienne
La population est exprimée en nombre de feux (f).
| 1515 |
| ---- |
| 6 f  |

Note :
- 1553 : comptée avec Osséja.

### Démographie contemporaine
L'évolution du nombre d'habitants est connue à travers les recensements de la population effectués dans la commune depuis 1831. Pour les communes de moins de 10 000 habitants, une enquête de recensement portant sur toute la population est réalisée tous les cinq ans, les populations de référence des années intermédiaires étant quant à elles estimées par interpolation ou extrapolation. Pour la commune, le premier recensement exhaustif entrant dans le cadre du nouveau dispositif a été réalisé en 2005.

En 2022, la commune comptait 35 habitants, en évolution de −16,67 % par rapport à 2016 (Pyrénées-Orientales : +3,92 %, France hors Mayotte : +2,11 %).
| 1831 | 1836 | 1841 | 1846 | 1851 | 1856 | 1861 | 1866 | 1872 |
| ---- | ---- | ---- | ---- | ---- | ---- | ---- | ---- | ---- |
| 101  | 329  | 314  | 334  | 360  | 335  | 350  | 334  | 310  |

| 1876 | 1881 | 1886 | 1891 | 1896 | 1901 | 1906 | 1911 | 1921 |
| ---- | ---- | ---- | ---- | ---- | ---- | ---- | ---- | ---- |
| 302  | 301  | 315  | 278  | 265  | 258  | 259  | 228  | 141  |

| 1926 | 1931 | 1936 | 1946 | 1954 | 1962 | 1968 | 1990 | 1999 |
| ---- | ---- | ---- | ---- | ---- | ---- | ---- | ---- | ---- |
| 130  | 116  | 119  | 93   | 92   | 68   | 26   | 37   | 49   |

| 2005 | 2006 | 2010 | 2015 | 2020 | 2022 | - | - | - |
| ---- | ---- | ---- | ---- | ---- | ---- | - | - | - |
| 41   | 40   | 43   | 42   | 36   | 35   | - | - | - |

Note : Avant 1831 et pour les recensements de 1975 et 1982, Valcebollère est comptée avec Osséja.
| selon la population municipale des années : | 1968 | 1975 | 1982 | 1990 | 1999 | 2006 | 2009 | 2013 |
| Rang de la commune dans le département      | 228  |      |      | 204  | 196  | 214  | 213  | 213  |
| Nombre de communes du département           | 232  | 217  | 220  | 225  | 226  | 226  | 226  | 226  |

### Enseignement
Il n'y a plus d'école à Valcebollère depuis les années 1960.

### Manifestations culturelles et festivités
- Fête patronale : 1er août (Saint Félix)[44].

## Économie

### Emploi
|                | 2008   | 2013   | 2018   |
| -------------- | ------ | ------ | ------ |
| Commune        | 5,9 %  | 8,3 %  | 11,8 % |
| Département    | 10,3 % | 12,9 % | 13,3 % |
| France entière | 8,3 %  | 10 %   | 10 %   |

En 2018, la population âgée de 15 à 64 ans s'élève à 19 personnes, parmi lesquelles on compte 76,5 % d'actifs (64,7 % ayant un emploi et 11,8 % de chômeurs) et 23,5 % d'inactifs,. En  2018, le taux de chômage communal (au sens du recensement) des 15-64 ans est inférieur à celui du département, mais supérieur à celui de la France, alors qu'en 2008 il était inférieur à celui de la France.
La commune est hors attraction des villes,. Elle compte 7 emplois en 2018, contre 4 en 2013 et 7 en 2008. Le nombre d'actifs ayant un emploi résidant dans la commune est de 12, soit un indicateur de concentration d'emploi de 60,1 % et un taux d'activité parmi les 15 ans ou plus de 41,9 %.
Sur ces 12 actifs de 15 ans ou plus ayant un emploi, 3 travaillent dans la commune, soit 27 % des habitants. Pour se rendre au travail, 81,8 % des habitants utilisent un véhicule personnel ou de fonction à quatre roues et 18,2 % s'y rendent en deux-roues, à vélo ou à pied.

### Activités hors agriculture

#### Secteurs d'activités
4 établissements sont implantés  à Valcebollère au 31 décembre 2019.
Le secteur de l'industrie manufacturière, des industries extractives et autres est prépondérant sur la commune puisqu'il représente 50 % du nombre total d'établissements de la commune (2 sur les 4 entreprises implantées  à Valcebollère), contre 8,7 % au niveau départemental.

#### Entreprises et commerces
La commune possédant d'importants gisements de schiste, son économie reposait autrefois en grande partie sur l'extraction de cette roche, permettant ainsi la couverture d'une grande partie des toits cerdans. Aujourd'hui, la plupart des sites d'exploitation ne sont plus en activité.

### Agriculture
|               | 1988 | 2000 | 2010 | 2020 |
| ------------- | ---- | ---- | ---- | ---- |
| Exploitations | 3    | 3    | 0    | 1    |
| SAU (ha)      | 99   | 119  | 0    | 100  |

La commune est dans la Cerdagne, une petite région agricole située à l'extrême ouest du département des Pyrénées-Orientales. En 2020, l'orientation technico-économique de l'agriculture  sur la commune est l'élevage de bovins, pour la viande. Une seule  exploitation agricole ayant son siège dans la commune est recensée lors du recensement agricole de 2020 (trois en 1988). La superficie agricole utilisée est de 100 ha,,.

## Culture locale et patrimoine

### Monuments et lieux touristiques

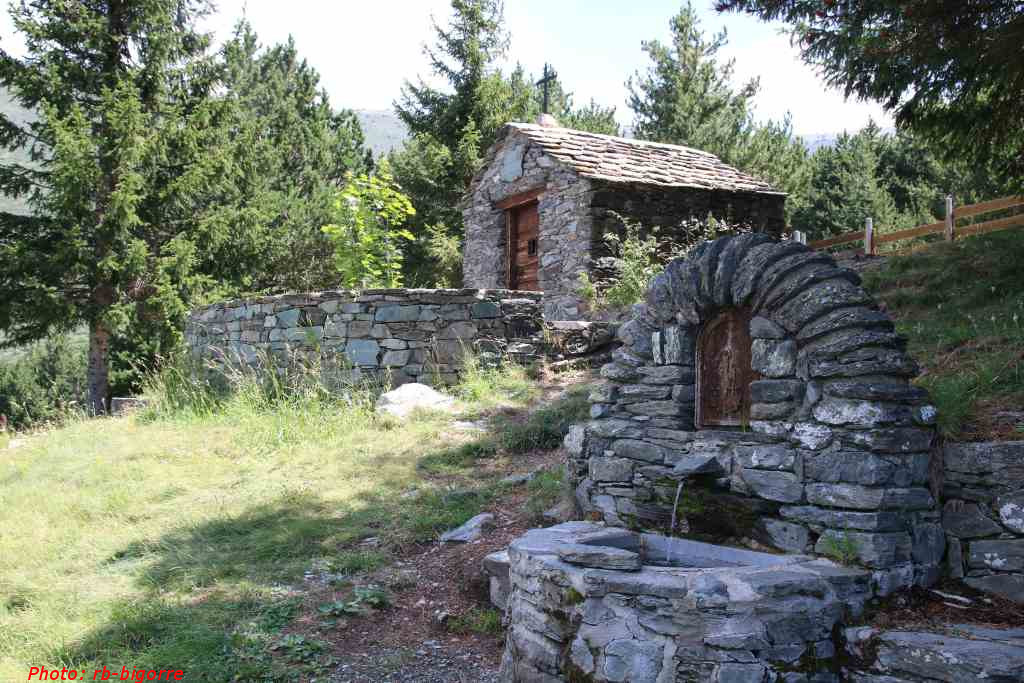
Chapelle-Saint-Barnabé

- Église paroissiale Saint-Félix, entourée de son cimetière
- Musée de l'abeille et de l'environnement

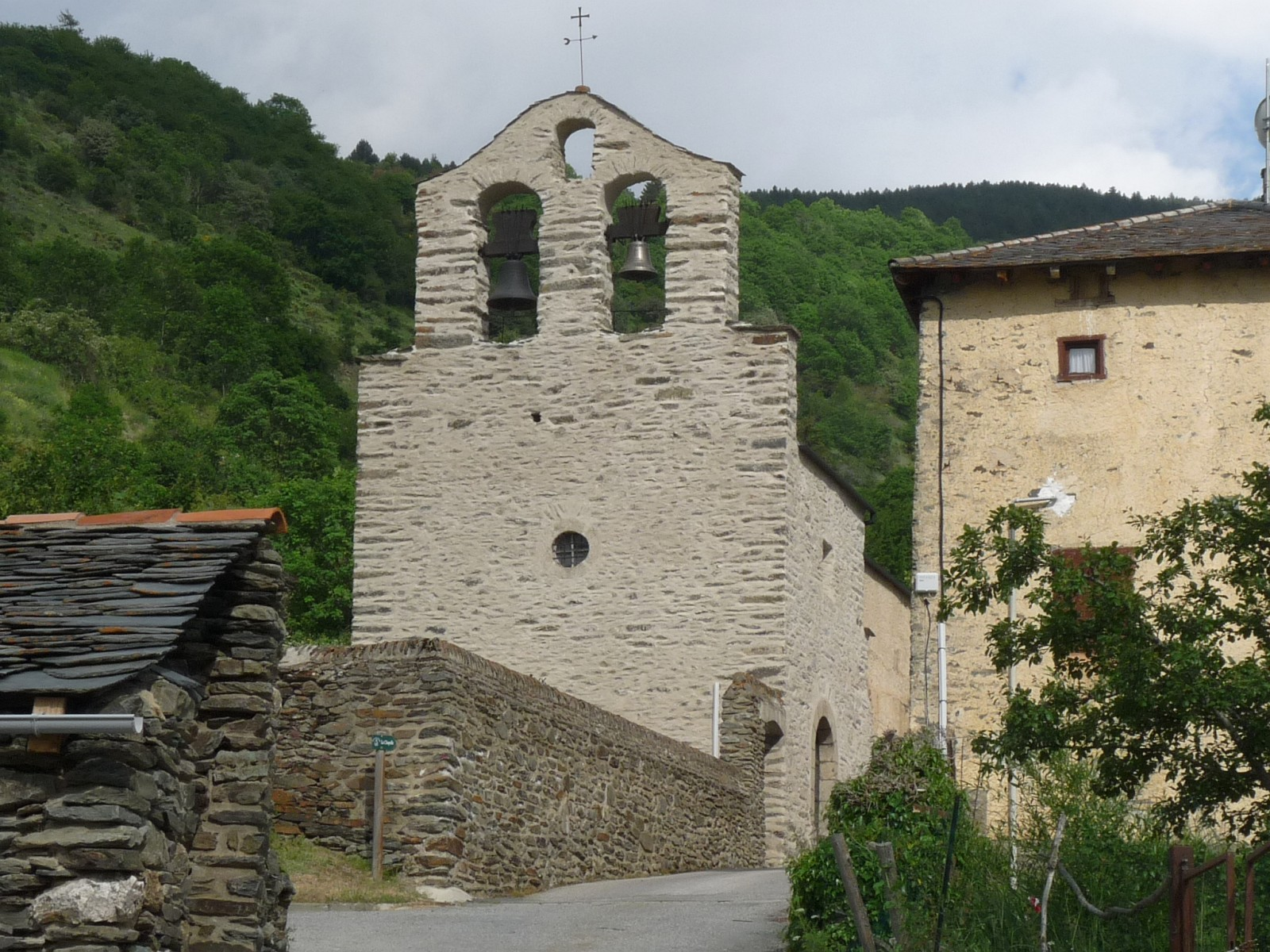
L'église
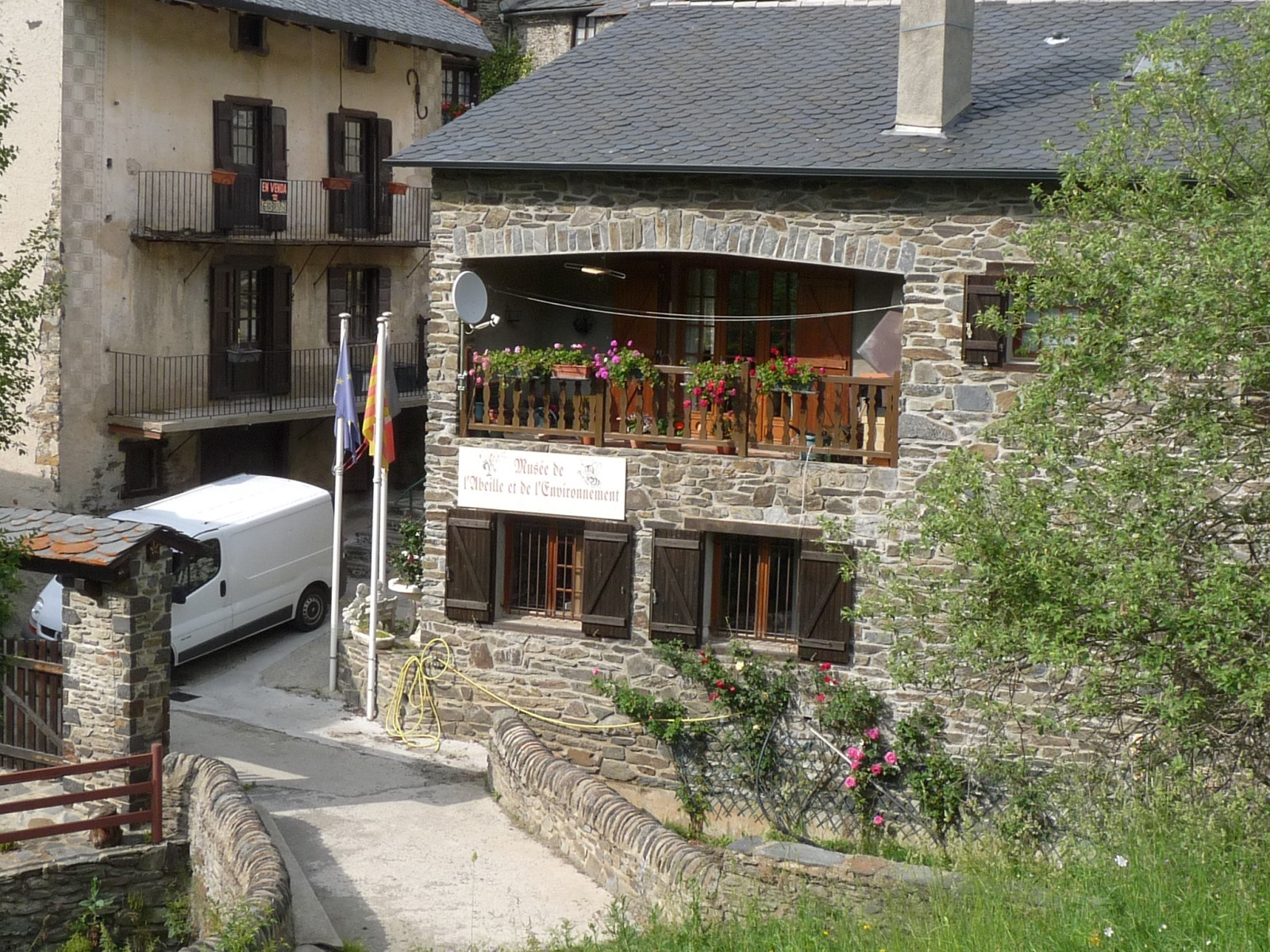
Le musée de l'abeille

- Chapelle Saint-Barnabé[48], lieu de pèlerinage, de promenade ou de piquenique